# Neolithicum in Noordwest-Europa
Het neolithicum in Noordwest-Europa ontstond later dan in het Nabije Oosten en was hier waarschijnlijk een afgeleide van. Tegenwoordig ziet men het als waarschijnlijk dat deze neolithische boeren van elders naar Noordwest-Europa zijn geïmmigreerd. Daarnaast waren er ook mensen die hier al woonden en de kunst van landbouw, veeteelt en pottenbakken hebben afgekeken van de bandkeramiekcultuur.
Aan het eind van het neolithicum was er een kopertijd, want er zijn koperen voorwerpen gevonden, bijvoorbeeld bij Ötzi.
Het wiel is op verschillende plaatsen in de wereld onafhankelijk van elkaar en ongeveer in dezelfde tijd uitgevonden. De landen rond de Alpen waren een van die gebieden.

## Vroeg-neolithicum
Het neolithicum in Noordwest-Europa begon met de eerste landbouwers van de bandkeramische cultuur ca. 5300-4400 v. Chr. Zij kenden nog geen ploeg. De jacht was de belangrijkste bron van vlees. Ze zijn daarmee te vergelijken met het Prekeramisch Neolithicum A in het Nabije Oosten.
De Ertebøllecultuur (5300-3900 v.Chr.) in Denemarken en Zuid-Scandinavië was een cultuur op de overgang van mesolithicum en neolithicum, bestaande uit jager-verzamelaar-vissers. Deze Noord-Europese culturen waren sterk beïnvloed door het Siberische neolithicum.
Het neolithicum in de Lage Landen begon rond 5300 v.Chr. op de vruchtbare lössgronden van België en Zuid-Limburg.

## Midden-neolithicum
In een cirkel oostelijk van de Elbe, Noordoost-Frankrijk, Zuidoost-Nederland en noordelijk van de Donau in Duitsland ontstond de Rössencultuur (4500-4000 v. Chr.) als opvolger van de bandkeramische cultuur in het westen. In Nederland bestond deze enige tijd naast de Swifterbantcultuur. Karakteristiek zijn de verdedigde nederzettingen en langhuizen.

## Laat-neolithicum
De Michelsbergcultuur (ca. 4250-3500 v.Chr.) kwam voort uit de bandkeramische cultuur. In Drenthe, Noord-Duitsland, Denemarken en Zuid-Scandinavië bevond zich de trechterbekercultuur (3400-2900 v.Chr.), bekend van de hunebedden. Pas rond 3700 v. Chr. bij een tweede verspreidingsgolf kwam het Neolithicum naar Engeland en Denemarken.
De Seine-Oise-Marnecultuur (3500-2500 v.Chr.) verspreidde zich in het bekken van Parijs met uitlopers in de Ardennen. Zij hebben eveneens megalithische monumenten gebouwd.
Onder invloed van de indo-Europese kuilgrafcultuur ontstond uit de trechterbekercultuur de touwbekercultuur, welke zich over grote delen van Noord-Europa, van Nederland en Zuid-Scandinavië tot ver naar het oosten verspreid.
De pitted-warecultuur (3200-2300 v.Chr.) in Zuid-Scandinavië wordt beschouwd als een westelijke uitloper van de Kamkeramische culturen van jager-verzamelaars. Ze waren eerst buren van de trechterbekercultuur, daarna van de touwbekercultuur.
De Klokbekercultuur (2700-2100 v.Chr.) ontstond uit de touwbekercultuur en verspreidde zich in heel West-Europa, met invloeden tot in het Middellandse Zeegebied en Noord-Marokko. Met de introductie van metalen voorwerpen behoorde ze tot de kopertijd, en was van essentieel belang voor de aanvang van de Bronstijd in Europa.